# Ockenhausen
Ockenhausen is een dorp in de Duitse deelstaat Nedersaksen. Bestuurlijk is het sedert begin 1973 het zuidelijke deel van het Ortsteil Oltmannsfehn in de gemeente Uplengen in de Landkreis Leer. Het dorp is een veenkolonie, gesticht in het begin van de negentiende eeuw door ene Ocke Janssen. Het is naar zijn stichter vernoemd. In 1899 kreeg het dorp een eigen dorpskerk.
- Gemeinsame Normdatei: 4642598-6
- Virtual International Authority File: 242298617